# جدول مدال‌های المپیک تابستانی ۱۹۸۰
جدول مدال بازی‌های المپیک تابستانی ۱۹۸۰ فهرستی از مدال‌های کسب شده توسط ورزشکاران است در طول برگزاری المپیک تابستانی سال ۱۹۸۰ میلادی که در روسیه شوروی سابق از ۱۹ جولای تا ۳ آگوست ۱۹۸۰ با شرکت ۵۱۷۹ ورزشکار از ۸۰ ملیت مختلف برگزار شد.

## جدول مدال‌ها
رتبه بندی این جدول توسط کمیته بین المللی المپیک (ioc) اعلام شده‌است.
| رتبه  | کشور                 | طلا | نقره | برنز | مجموع |
| ۱     | اتحاد شوروی (URS)    | ۸۰  | ۶۹   | ۴۶   | ۱۹۵   |
| ۲     | آلمان شرقی (GDR)     | ۴۷  | ۳۷   | ۴۲   | ۱۲۶   |
| ۳     | بلغارستان (BUL)      | ۸   | ۱۶   | ۱۷   | ۴۱    |
| ۴     | کوبا (CUB)           | ۸   | ۷    | ۵    | ۲۰    |
| ۵     | ایتالیا (ITA)        | ۸   | ۳    | ۴    | ۱۵    |
| ۶     | مجارستان (HUN)       | ۷   | ۱۰   | ۱۵   | ۳۲    |
| ۷     | رومانی (ROU)         | ۶   | ۶    | ۱۳   | ۲۵    |
| ۸     | فرانسه (FRA)         | ۶   | ۵    | ۳    | ۱۴    |
| ۹     | بریتانیای کبیر (GBR) | ۵   | ۷    | ۹    | ۲۱    |
| ۱۰    | لهستان (POL)         | ۳   | ۱۴   | ۱۵   | ۳۲    |
| ۱۱    | سوئد (SWE)           | ۳   | ۳    | ۶    | ۱۲    |
| ۱۲    | فنلاند (FIN)         | ۳   | ۱    | ۴    | ۸     |
| ۱۳    | چکسلواکی (TCH)       | ۲   | ۳    | ۹    | ۱۴    |
| ۱۴    | یوگسلاوی (YUG)       | ۲   | ۳    | ۴    | ۹     |
| ۱۵    | استرالیا (AUS)       | ۲   | ۲    | ۵    | ۹     |
| ۱۶    | دانمارک (DEN)        | ۲   | ۱    | ۲    | ۵     |
| ۱۷    | برزیل (BRA)          | ۲   | ۰    | ۲    | ۴     |
| ۱۷    | اتیوپی (ETH)         | ۲   | ۰    | ۲    | ۴     |
| ۱۹    | سوئیس (SUI)          | ۲   | ۰    | ۰    | ۲     |
| ۲۰    | اسپانیا (ESP)        | ۱   | ۳    | ۲    | ۶     |
| ۲۱    | اتریش (AUT)          | ۱   | ۲    | ۱    | ۴     |
| ۲۲    | یونان (GRE)          | ۱   | ۰    | ۲    | ۳     |
| ۲۳    | بلژیک (BEL)          | ۱   | ۰    | ۰    | ۱     |
| ۲۳    | هند (IND)            | ۱   | ۰    | ۰    | ۱     |
| ۲۳    | زیمبابوه (ZIM)       | ۱   | ۰    | ۰    | ۱     |
| ۲۶    | کره شمالی (PRK)      | ۰   | ۳    | ۲    | ۵     |
| ۲۷    | مغولستان (MGL)       | ۰   | ۲    | ۲    | ۴     |
| ۲۸    | تانزانیا (TAN)       | ۰   | ۲    | ۰    | ۲     |
| ۲۹    | مکزیک (MEX)          | ۰   | ۱    | ۳    | ۴     |
| ۳۰    | هلند (NED)           | ۰   | ۱    | ۲    | ۳     |
| ۳۱    | ایرلند (IRL)         | ۰   | ۱    | ۱    | ۲     |
| ۳۲    | اوگاندا (UGA)        | ۰   | ۱    | ۰    | ۱     |
| ۳۲    | ونزوئلا (VEN)        | ۰   | ۱    | ۰    | ۱     |
| ۳۴    | جامائیکا (JAM)       | ۰   | ۰    | ۳    | ۳     |
| ۳۵    | گویان (GUY)          | ۰   | ۰    | ۱    | ۱     |
| ۳۵    | لبنان (LIB)          | ۰   | ۰    | ۱    | ۱     |
| مجموع | مجموع                | ۲۰۴ | ۲۰۴  | ۲۲۳  | ۶۳۱   |